# Eois cinerascens
Eois cinerascens là một loài bướm đêm trong họ Geometridae.